# One-in-one-out-Regel
Die One-in-one-out-Regel ist eine Maßnahme der deutschen Bundesregierung aus den „Eckpunkten zur weiteren Entlastung der mittelständischen Wirtschaft von Bürokratie“ vom 11. Dezember 2014, auch Bürokratiebremse genannt. Sie besagt, dass neue Belastungen nur in dem Maße eingeführt werden dürfen, wie bisherige Belastungen abgebaut werden (Kompensation). Die Regel gilt für alle Vorhaben der Bundesregierung, die seit dem 1. Januar 2015 beschlossen wurden.
Im Zeitraum von Januar 2015 bis Dezember 2018 hat die Bundesregierung das mit der Bürokratiebremse nach dem One-in-one-out-Prinzip verfolgte Ziel sogar übererfüllt. Tatsächlich wurde “one in, three out” realisiert.

## Anwendungsbereich
Die Regel gilt für alle Regelungsvorhaben der Bundesregierung, die sich auf den laufenden Erfüllungsaufwand auswirken. Unter Regelungsvorhaben ist vor allem der Erlass von Gesetzen und Rechtsverordnungen zu verstehen.
Ausnahmen sind
1. sogenannte 1 : 1 - Umsetzungen von EU-Vorgaben, internationaler Verträge, Rechtsprechung des Bundesverfassungsgerichts sowie des Europäischen Gerichtshofs,
2. Vorhaben, soweit sie der Abwehr erheblicher Gefahren dienen oder
3. eine zeitlich begrenzte Wirkung (maximal ein Jahr) haben.

## Inhalt der Regel
Die Regel beruht auf der bestehenden Methodik zur Ermittlung und Darstellung des Erfüllungsaufwands. Regelungsvorhaben, die zu einer Entlastung der Wirtschaft führen, werden von deren Belastungen abgezogen. Einmaliger Erfüllungsaufwand (Umstellungsaufwand) bleibt außer Betracht.

## Kompensation
Die Kompensation muss normadressatenspezifisch erfolgen (nur zwischen Be- und Entlastungen für die Wirtschaft). Kann ein Ressort keine Kompensationsmöglichkeiten einbringen, kann es bei anderen Ressorts um die Übernahme der Kompensation nachsuchen, ggf. über den Staatssekretärsausschuss Bürokratieabbau. Sofern Belastungen nicht unmittelbar kompensiert werden können (zeitliche Dimension), sollen Entlastungsmaßnahmen binnen eines Jahres vorgelegt werden. Grundsätzlich sollen Belastungen in gleichem Maße abgebaut werden (betragsmäßige Dimension).

## Monitoring
Die Ressorts berichten halbjährlich im Staatssekretärsausschuss Bürokratieabbau über den Fortschritt sowie ggf. über eine drohende Zielverfehlung.

## Berichtswesen
Die Berichtspflicht der Bundesregierung an den Bundestag umfasst auch den Inhalt der One-in-one-out-Regel.

## Schweiz
Der Schweizer Nationalrat nahm 2017 eine Entschließung an, dass Gesetze, die mit erheblichen Einschränkungen für Private oder Unternehmen verbunden seien, an anderer Stelle gleichwertig kompensiert werden sollen.